# Orfeó Nova Tàrrega
L'Orfeó Nova Tàrrega és una agrupació coral i polifònica de la capital de l'Urgell, que va ser creada l'any 1915 per l'activista cultural Josep Güell i Guillaumet, conegut com el "mestre Güell".
L'Orfeó Nova Tàrrega és una de les agrupacions corals més significatives de la capital de l'Urgell, i també una de les entitats més emblemàtiques del teixit associatiu targarí. Considerat des dels seus inicis com una de les seccions fundacionals de la Societat Ateneu, l'Orfeó Nova Tàrrega inicià la seva singladura amb una vuitantena de cantaires. Al llarg del darrer segle, la formació ha viscut etapes d'alts i baixos. Un dels moments àlgids fou l'actuació al Palau de la Música Catalana l'octubre de l'any 1969. Nombroses generacions de targarins i targarines han passat per les seves files, servint d'aprenentatge musical i donant peu a la creació d'altres corals. Es pot dir que durant els seus més de cent anys d'història han passat per les seves files més de 500 cantaires. Actualment compta amb una vintena de veus a la formació. Formant part de la secció artística de la Societat Ateneu de Tàrrega, el 2015 la seva presidenta és Maria Ramos mentre que la direcció musical recau en Enric Navàs.